# 筆劃排檢法
筆劃排檢法簡稱筆劃法，是根據漢字的筆畫數、筆順和筆形等筆畫屬性來排序和檢索漢語字詞的方法。筆劃排檢法包括筆劃數法和筆劃數-筆順法等。

## 筆劃數法
筆劃數排檢法根據漢字筆劃數的多寡來排序，筆畫少的字排在多的字前面。 例如， 中的不同漢字的排序是 括號內是筆畫數。 
筆劃數排檢法簡單易用，但不能給筆畫數相同的字排序，例如上例中用方括號標出的繁體字“筆”和“畫”都是12筆，還不能定序。

## 筆劃數-筆順法
也叫"筆劃筆形法"，其基本做法是：先按筆畫數從少到多排序，同筆畫數的兩個字按筆順第一筆的“橫、竪、撇、點、折”(中國大陸和香港澳門等) 或“點、橫、竪、撇、折”(台灣和香港澳門等)筆形順序排列。如果第一筆屬同一類筆形，則按第二筆排列，以此類推。
在上一節的例子中，繁体字“筆” 和 “畫” 都是 12 劃。“筆”的第一劃是 “㇓”屬於撇類, “畫”的 第一劃是 “㇕”，屬於折類, 根據排列順序，“撇”在“折”之前，所以漢字“筆”排在“畫”之前。於是， "汉字笔画, 漢字筆劃" 中不同漢字的最終排序是 "汉(5) 字(6) 画(8) 笔(10) 筆(12) 畫(12) 漢(14)"。
新华字典和现代汉语词典中的部首表、部首檢字表和難檢字表都是按筆劃數-筆順法排序的。

## GB13000.1字符集漢字字序（筆畫序）規範
《GB13000.1字符集漢字字序（筆劃序）規範》是中國内地的國家標準，由國家語言文字工作委員會於1999年發布，是傳統筆畫數-筆順排檢法的增強版本。
根據這個標準，兩個漢字首先按筆畫數排序。 若筆畫數相同，則依筆順（橫、竪、撇、點、折 五類）排序。 五類筆形的歸納方法是：1)提歸橫，2)竪鈎歸竪，3)撇無次筆畫，4)捺歸點，5)其他帶折彎鈎的筆畫都歸折。
如果漢字筆順也相同，則依照筆畫主次排序。 例如，“子”和“孑”的筆順相同（“㇐”和“㇀”都屬於橫類），但根據主次筆畫規則，主筆畫“㇐”在次筆畫“㇀”之前。 所以“子”排在“孑”之前。 若兩漢字筆畫數、筆順、主次筆畫相同，則依筆畫組合方式排序。 筆劃相離先於筆劃相接，筆畫相接先於筆劃相交。 例如：“八”在“人”之前，“人”在“乂”之前。 標準中還有其他排序規則，可以實現更準確的排序。 
新版的新华字典和现代汉语词典已採用本標準。

## 一二三漢字筆順排檢法
該排檢法使用一個有固定排序的筆畫表
```
"㇐ ㇕ ㇅ ㇎ ㇡ ㇋ ㇊ ㇍ ㇈ ㇆ ㇇ ㇌ ㇤  ㇀ ㇑ ㇗ ㇞ ㇉ ㇥ ㇙ ㇄ ㇟ ㇚ ㇓ ㇜ ㇛ ㇢ ㇔ ㇏ ㇂".
```

漢字排序原理與拉丁文字的字母順序排檢法(alphabetical order)完全一致。與傳統筆畫排檢法相比，該排檢法免除了數算筆畫和歸并筆畫(為五類)的負擔，但保持了排檢的精確度。
一二三漢字筆順排檢法已經成功應用於對新華字典和現代漢語詞典所有單字的排檢

## 外部連結
- Collation, sorting, and string comparison （页面存档备份，存于）